# باربی، ساووا
باربی (به فرانسوی: Barby) یک کمون (فرانسه) در فرانسه است که در ساووآ واقع شده‌است. باربی ۲٫۴۸ کیلومتر مربع مساحت دارد.